# Cassinelle
Cassinelle (piemontiul: Casc-nele) település Olaszországban, Piemont régióban, Alessandria megyében. Lakosainak száma 868 fő (2023. január 1.). Cassinelle Cremolino, Molare, Morbello és Ponzone községekkel határos.

## Népesség
A település lakossága az elmúlt években az alábbi módon változott:
| Lakosok száma | 925  | 914  | 868  |
|               | 2017 | 2018 | 2023 |